# Noyelles-sous-Bellonne
Noyelles-sous-Bellonne – miejscowość i gmina we Francji, w regionie Hauts-de-France, w departamencie Pas-de-Calais.
Według danych na rok 1990 gminę zamieszkiwało 515 osób, a gęstość zaludnienia wynosiła 122 osób/km² (wśród 1549 gmin regionu Nord-Pas-de-Calais Noyelles-sous-Bellonne plasuje się na 772. miejscu pod względem liczby ludności, natomiast pod względem powierzchni na miejscu 747.).